# سحابة ماجلان الصغرى

سحابة ماجلان الصغرى (بالإنجليزية: Small Magellanic Cloud) هي مجرة قزمة قريبة من درب التبانة. يبلغ قطرها نحو 7000 سنة ضوئية، وتبعد نحو 200.000 سنة ضوئية عن مجرتنا، وهي واحدة من المجرات التي يمكن رؤيتها بالعين المجردة.
تبلغ درجة ميلها -73 درجة ويمكن رؤيتها من نصف الكرة الأرضية الجنوبي أو على ارتفاع بسيط من خط الاستواء في نصف الكرة الشمالي، وتقع في كوكبة الطوقان، وتظهر باتساع 3 دقائق قوسية.
وهي تشكل مع سحابة ماجلان الكبرى - والتي تقع بالنسبة لها على بعد 20 درجة نحو الشرق - زوج سحابة ماجلان القريبتين من مجرتنا - درب التبانة -، وهما عضوان في المجموعة المحلية للمجرات.

## أقرب جيراندرب التبانة
أقرب المجرات القزمة لنا في حدود 500.000 سنة ضوئية من مجرة درب التبانة (Milky Way) تبينها الصورة المجاورة، وتظهر فيها سحابتا ماجلان الكبرى والصغرى قريبتين من مجرتنا. وقد شوهد في سحابة مجلان الكبرى مستعر أعظم عام 1987 سُمي «المستعر الأعظم 1987أ».

## اقرأ أيضا
- سحابة ماجلان
- مجرة مظلمة
- مجرة حلزونية
- مجرة إهليجية
- نجم
- قزم أبيض
- عملاق أحمر
- الانفجار العظيم
- خط زمني للانفجار العظيم
- نجم نيوتروني
- ثقب أسود
- مسييه 100
- إن جي سي 290
- إن جي سي 265
- خط زمني للانفجار العظيم

## وصلات خارجية
- موقع الكون في الإنترنت

1. ↑  جون لويس إميل دراير، الفهرس العام الجديد، QID:Q14534
2. ↑  فهرس المجرات الرئيسية، 1989، QID:Q1479861
3. ↑  Richter O.-G.; Tammann G. A.; Huchtmeier W. K. (1987). "HI observations of galaxies in a catalog of nearby galaxies. II. The motion of the sun and the galaxy and the velocity dispersion of 'field' galaxies". Astronomy and Astrophysics (بالإنجليزية). 171: 33–40. Bibcode:1987A&A...171...33R. ISSN:0004-6361. QID:Q66649119.
4. ↑  "معلومات عن سحابة ماجلان الصغرى على موقع d-nb.info". d-nb.info. مؤرشف من الأصل في 2019-12-08.
5. ↑  "معلومات عن سحابة ماجلان الصغرى على موقع ned.ipac.caltech.edu". ned.ipac.caltech.edu. مؤرشف من الأصل في 2020-03-11.
6. ↑  "معلومات عن سحابة ماجلان الصغرى على موقع babelnet.org". babelnet.org. مؤرشف من الأصل في 2019-12-08.